# Autostrada A49 (Franța)
Autostrada A49, sau A49, este o autostradă franceză care leagă Grenoble de Valence.
Aceasta facilitează legăturile între Savoia și Provence.
Se întrerupe la Romans-sur-Isère, de unde este prelungită până la Valence printr-o șosea rapidă de 20 de kilometri (RN532, apoi RN7), care permite conexiunea cu A7.
La Voreppe, traficul se distribuie între direcția Geneva (prin A48 nord și A43, A41 nord) și direcția Grenoble/Albertville/Torino (prin A48 sud, A41 sud, A43).

## Istoric
Declarații de utilitate publică:
- 12.05.1976: Secțiunea Valence-Sud – Valence-Sud-Est (ieșirile 30 - 32)[1], conexiune către RN7.
- 06.05.1988: Secțiunea Bourg-de-Péage – Voreppe (ieșirea 6 - A48)[2][3] (Declarație anulată pe 19.09.1990[4])
- 21.11.1988: Secțiunea Valence-Sud-Est – Saint-Marcel-lès-Valence-Sud (ieșirile 32 - 35)[5][6] (→ RN7).
- 16.08.1989: Nod rutier Romans (ieșirea 7)[7][8].
- 14.12.1989: Secțiunea Saint-Marcel-lès-Valence-Nord – Bourg-de-Péage (ieșirile 4 - 6)[9] (→ RN532).
- 21.12.1990: Secțiunea Tullins – Voreppe (ieșirea 11 - A48), (clasificare ca autostradă a secțiunii în construcție)[10].
- 21.10.1991: Secțiunea Bourg-de-Péage – Voreppe (ieșirea 6 - A48)[11] (înlocuiește DUP din 1988 pentru aceeași secțiune).
- 06.11.2019: Nod rutier Plovier (ieșirea 2, partea de nord-vest), (→ RN532).

Dare în exploatare:
- 01.12.1983: Secțiunea Valence-Sud – Valence-Fontlozier (ieșirile 30 - 31), (prima bandă), (→ RN7)[n 2].
- 05.1984: Secțiunea Valence-Fontlozier – Valence-Lautagne (ieșirile 31 - 32), (prima bandă), (→ RN7)[n 3].
- 19.09.1988: Secțiunea Saint-Marcel-lès-Valence-Sud – Saint-Marcel-lès-Valence-Nord (ieșirile 35 - 4), (prima bandă), (→ RN532).
- 12.1988: Secțiunea Saint-Marcel-lès-Valence-Sud – Saint-Marcel-lès-Valence-Nord (ieșirile 35 - 4), (a doua bandă), (→ RN532).
- 27.12.1990: Secțiunea Tullins – Voreppe (ieșirea 11 - A48).
- 03.1991: Nod rutier Alixan (ieșirea 3), (→ RN532).
- 17.11.1991: Secțiunea Valence-Lautagne – Valence-Les Couleures (ieșirile 32 - 35), (prima bandă), (→ RN7).
- 20.12.1991: Secțiunea Bourg-de-Péage – Tullins (ieșirile 6 - 11).
- 12.1991: Secțiunea Saint-Marcel-lès-Valence-Nord – Bourg-de-Péage (ieșirile 4 - 6)[n 4], (→ RN532).
- 08.06.1997: Secțiunea Valence-Lautagne – Valence-Les Couleures (ieșirile 32 - 35), (a doua bandă), (→ RN7).
- 08.06.1997: Nod rutier Valence-Les Couleures (ieșirea 35), (→ RN7).
- 26.11.1998: Secțiunea Valence-Sud – Valence-Fontlozier (ieșirile 30 - 32), (a doua bandă), (→ RN7).
- 26.11.1998: Nod rutier Pont des Anglais (ieșirea 30, diferență de nivel), (→ RN7).
- 26.11.1998: Nod rutier Valence-Fontlozier (ieșirea 31, partea de nord, reamenajare), (→ RN7).
- 1998: Nod rutier Gara TGV (ieșirea 4), (reamenajare), (→ RN532).
- 1999: Nod rutier Valence-Pont des Anglais (ieșirea 30, diferență de nivel), (→ RN7).
- 26.07.2002: Nod rutier Valence-Fontlozier (ieșirea 31, partea de sud), (→ RN7).
- 16.12.2021: Nod rutier Plovier (ieșirea 2, partea de nord-vest), (→ RN532).

## Traseu
| De la A7 până la ieșirea 35: secțiune gratuită, neconcesionată, având statut de șosea rapidă (RN7), gestionată de DIR Centre-Est.                | |          |
| Intersecție | Nod rutier între A7 și RN7: Marsilia, Montélimar, Privas; Lyon, Bourg-lès-Valence.                                     | A7 E15   |
| | Punctul de taxare Valence sud.                                                                                         |          |
| RN7 E713 | |          |
| 30 - Valence-Pont des Anglais | Orașe deservite: Le Puy-en-Velay, Valence-centru, Portes-lès-Valence, Valence-Victor Hugo, Z.I. La Motte, L'Epervière. |          |
| 31 - Valence-Fontlozier | Orașe deservite: Gap, Crest, Valence-Fontlozier, Les Auréats.                                                          |          |
| 32 - Valence-Lautagne | Orașe deservite: Montéléger, Valence-Lautagne, Centre hospitalier.                                                     |          |
| 33 - Beaumont-lès-Valence | Orașe deservite: Beaumont-lès-Valence, Malissard, Université, Technoparc.                                              |          |
| 34 - Valence-Briffaut | Orașe deservite: Chabeuil, Malissard, Valence-Briffaut.                                                                |          |
| | Limitare la 110 km/h (sens Valence > Grenoble).                                                                        |          |
| 35 - Valence-Les Couleures | Orașe deservite: A7 (Lyon), Valence-centru, Bourg-lès-Valence, Valence-Les Couleures.                                  | RN7 A7   |
| RN7 E713 | |          |
| De la ieșirea 35 (RN7) până la ieșirea 6: secțiune gratuită, neconcesionată, având statut de șosea rapidă (RN532), gestionată de DIR Centre-Est. | |          |
| RN532 E713 | |          |
| 2 - Le Plovier | Orașe deservite: Saint-Marcel-lès-Valence, Le Plovier.                                                                 |          |
| | Zonă de odihnă: Les Fruitiers (sens Valence > Grenoble).                                                               |          |
| 3 - Saint-Marcel-lès-Valence | Oraș deservit: Saint-Marcel-lès-Valence (nod rutier parțial).                                                          |          |
| 4 - Gare TGV | Zone deservite: Gara Valence TGV, Z.I. Les Plaines.                                                                    |          |
| | Limitare la 110 km/h (sens Grenoble > Valence).                                                                        |          |
| 5 - Alixan | Orașe deservite: Châteauneuf-sur-Isère, Alixan.                                                                        |          |
| | Zone de servicii: Les Marlhes (sens Valence > Grenoble); Bayane (sens Grenoble > Valence).                             |          |
| 6 - Bourg-de-Péage | Orașe deservite: Romans-sur-Isère-centru, Crest, Chabeuil, Bourg-de-Péage.                                             | RD2532N  |
| RN532 E713 | |          |
| De la ieșirea 6 până la ieșirea 7: secțiune gratuită, concesionată companiei AREA.                                                               | |          |
| A49 E713 | |          |
| 7 - Romans | Orașe deservite: Chambéry, Grenoble, Romans-sur-Isère, Bourg-de-Péage, Beaurepaire, Chatuzange-le-Goubet.              | RD532    |
| De la ieșirea 7 până la A48: secțiune cu taxă, în sistem închis, concesionată companiei AREA.                                                    | |          |
| | Punctul de taxare Chatuzange-le-Goubet .                                                                               |          |
| | Viaductul Rau de Combe d'Oyans.                                                                                        |          |
| 8 - La Baume-d'Hostun | Orașe deservite: Villard-de-Lans, La Baume-d'Hostun, Saint-Nazaire-en-Royans.                                          | RD532    |
| | Zone de servicii: Royans - Vercors (sens Valence > Grenoble); La Porte de la Drôme (sens Grenoble > Valence).          |          |
| | Pod peste râul Isère.                                                                                                  |          |
| | Trecerea din departamentul Drôme în departamentul Isère.                                                               |          |
| 9 - Saint-Marcellin | Orașe deservite: Pont-en-Royans, Saint-Marcellin.                                                                      |          |
| | Zone de odihnă: Saint-Sauveur (sens Valence > Grenoble); Chambaran (sens Grenoble > Valence).                          |          |
| | Viaductul Rau du Pas de l'Enfer.                                                                                       |          |
| | Viaductul Vézy. |          |
| | Limitare la 130 km/h (sens Grenoble > Valence).                                                                        |          |
| | Viaductul Tréry. |          |
| 10 - Vinay | Oraș deservit: Vinay.                                                                                                  |          |
| | Zonă de odihnă: L'Albenc (sens Valence > Grenoble).                                                                    |          |
| | Zonă de odihnă: Poliénas (sens Grenoble > Valence).                                                                    |          |
| 11 - Tullins | Orașe deservite: Moirans, Tullins.                                                                                     |          |
| Intersecție | Nod rutier între A48 și A49: Geneva, Chambéry, Lyon, Voiron; Torino, Albertville, Grenoble.                            | A48 E711 |
| A49 E713 | |          |